# Távolsági hatás
A távolsági hatás a mentális számegyenes működésével kapcsolatos jelenség. Létrejötte a Weber-törvény mentális számegyenesre gyakorolt hatásának tulajdonítható.
A hatás lényege, hogy két szám arányaiban minél távolabb helyezkedik el egymástól, annál gyorsabban tudjuk meghozni az ítéletet, hogy melyik szám a nagyobb (az ítélethozatal hosszát reakcióidő-vizsgálatokkal mérik, amik ezredmásodperc pontosságúak). A szabály visszafelé is igaz: minél kisebb két szám között a távolság, annál lassabbak vagyunk az ilyen ítéletek meghozatalában.
Például a 3 és a 4 esetén lassabban hozzuk meg az ítéletet, mint a 3 és a 9 esetén.
A távolsági hatás a mérethatással egy időben fejti ki a hatását a reakcióidők nagyságára.